# Silly Walker
『Silly Walker』（シリーウォーカー）は、2008年12月5日にリリースされた鷲崎健のファーストソロアルバムである。

## 解説
- 音楽ユニットポアロとして活動を続けていた鷲崎健が初めてリリースしたソロアルバムである。普段の鷲崎はラジオパーソナリティの仕事がメインであるが、このCDのキャッチフレーズは「職業、シンガーソングライター。」である。
- 全曲の作詞・作曲を本人が担当している。毎月行っているアコースティックライブ（小尾元政 Presents アコギな夜）の為に書いていた曲が中心である。
- タイトルの「Silly Walker」は『空飛ぶモンティ・パイソン』のスケッチ「Silly Walk（バカ歩き）」からとったものである。
- 「桜」は、歌詞を変えてラジオ番組『堀江由衣の天使のたまご』にゲスト出演した際に「Aice5解散の歌」として歌ったことがある。
- 「娘よ」はラジオ番組『セガサミーアワー はーい井上商店ですよ!』内で鷲崎（父親役）の娘役の井上喜久子に向けて作った曲であり、ファンや関係者からの評判が非常に良かったため収録された。
- 「娘よ」を除いて、すべての編曲およびサウンドプロデュースは鷲崎と同じアトミックモンキーに所属する作・編曲家杉浦"ラフィン"誠一郎によるものである。

## 収録曲
1. Silly Walker
2. 桜
3. ヘビースモーカー
4. 世界は二人のために
5. めがね二人
6. Sweet Soul Music
7. 無頼の徒
8. STEP
9. 途上
10. ゼブラゾーン
11. ニアリー
12. 娘よ(Bonus Track)

## 参加ミュージシャン
- ドラム、パーカッション：内田稔
- エレクトリックギター、アコースティックギター：玉川雄一
- ベース：笠原直樹、ロミー木ノ下
- ドラム：TARAWO
- ピアノ：ASAHI
- ホーン：Hikoya Horns